# Lasioglossum smeathmanellum
Espèce
Synonymes
- Halictus smeathmanellus Ky.[1],[2]
- Melitta smeathmanella Kirby, 1802[2]

Lasioglossum smeathmanellum est une espèce d'insectes de la famille des Halictidae et du genre Lasioglossum. C'est une abeille solitaire originaire d'Europe.

## Systématique
L'espèce Lasioglossum smeathmanellum est initialement décrite en 1802 par William Kirby, qui la classe dans le genre Melitta sous le protonyme de Melitta smeathmanella.

## Description
Cette abeille présente un reflet bleu-vert métallique caractéristique sur le thorax et l'abdomen. Bien que ces caractéristiques servent souvent à la distinguer de L. morio et L. leucopus, d'un vert similaire, la distinction avec L. cupromicans, étroitement apparentée mais répartie plus au nord et à l'ouest, nécessite des soins considérables et un examen microscopique.

## Habitat et écologie
L'espèce se rencontre dans une large gamme d'habitats, notamment dans les prairies tempérées, les habitats rocheux et les crevasses des vieux murs. Elle niche de manière grégaire dans le sol et dans les fissures des joints de mortier mou et effrité. Elle est présumée solitaire, mais cela doit être vérifié. Les sources de pollen ne sont pas enregistrées, mais elle est considérée comme polylectique, c'est-à-dire qu'elle préfère se nourrir sur de nombreuses fleurs différentes. Les espèces visitées comprennent Geranium sanguineum, Rubus, Potentilla, Smyrnium olusatrum, Crithmum, Angelica, Oenanthe, Euphorbia, Veronica chamaedrys, Senecio, Pulicaria dysenterica, Solidago, Bellis perennis, Achillea, Matricaria, Sonchus et Taraxacum. C'est une espèce univoltine : se succèdent une seule génération par an. Les femelles sont actives de fin mars ou début avril à fin septembre, tandis que les mâles le sont de début juillet à début septembre.

## Répartition
L'espèce a pour aire de répartition l'Europe atlantique et le Nord-Ouest de l'Afrique, présente sur la côte atlantique du Maroc, du Portugal, de l'Espagne et de la France métropolitaine, en Bretagne notamment, de l'Irlande et du sud de l'Angleterre où elle est commune. Elle est également présente aux Açores et rarement en République tchèque. Les observations en Irlande pourraient être à reconsidérer car l'espèce peut être confondue avec Lasioglossum cupromicans, comme dans les régions du nord du Royaume-Uni.

## Menaces et conservation
Lasioglossum smeathmanellum est souvent commune dans son aire de distribution et il n'y a pas de menaces majeures connues. Ainsi, elle est classée par l'UICN en « préoccupation mineure » (LC) à l'échelle européenne. Cependant, elle est considérée comme « en danger » (EN) en République tchèque.

## Publication originale
- William Kirby, Monographia apum Angliæ; or, An attempt to divide into their naturla genera and families, such species of the Linnean genus Apis as have been discovered in England; with descriptions and observations (œuvre écrite), 1802. vol. 2